# П'єве-Тезіно
П'єве-Тезіно (італ. Pieve Tesino, вен. Pieve Texin) — муніципалітет в Італії, у регіоні Трентіно-Альто-Адідже,  провінція Тренто.
П'єве-Тезіно розташовані на відстані близько 470 км на північ від Рима, 39 км на схід від Тренто.
Населення — 672 особи (2014).

## Демографія
Населення за роками:

Станом на 1 січня 2023 року в муніципалітеті офіційно проживали 32 іноземці з 10 країн, серед них 10 громадян країн Євросоюзу та 3 громадяни України.

## Сусідні муніципалітети
- Б'єно
- Каналь-Сан-Бово
- Кастелло-Моліна-ді-Фіємме
- Кастелло-Тезіно
- Кавалезе
- Чинте-Тезіно
- Івано-Фрачена
- Оспедалетто
- Панкія
- Скурелле
- Кастель-Івано
- Тельве
- Тезеро
- Ціано-ді-Фіємме